# Érythrées (Ionie)
Pour les articles homonymes, voir Érythrée (homonymie).
Érythrées (Érythrée ou Erythrae, en grec ancien Ἐρυθραί / Eruthraí) est une ville d'Ionie située à 22 km au nord-est du port de Cyssos — actuel Çeşme — sur une petite péninsule qui s'étend dans la baie d'Érythrée, en face de l’île de Chios. Les ruines de cette colonie grecque sont proches du bourg d'Ildiri. La cité était réputée pour son excellent vin, ses chèvres et son bois. Érythrées a été le berceau de deux prophétesses, des Sibylles, dont l'une, Sibylla, est mentionnée par Strabon comme ayant vécu au début de l'histoire de la ville, et l'autre, Athénaïs, à l'époque d'Alexandre le Grand. Les Sibylles érythréennes présidaient l'oracle apollinien.
Érythrées faisait partie de la Confédération ionienne ou Dodécapole ionienne.

## Histoire
Érythrées est fondée au XIe siècle av. J.-C. par des colons grecs ioniens ayant quitté la Grèce à la suite d'une série de troubles politiques et de conflits incessants. La cité est dirigée par un roi qui est entouré d'une aristocratie de guerriers. Les rois d'Érythrées appartiennent à la dynastie des Basilides. La cité fait partie de l'Ionie. Au fil du temps, la royauté perdit de son pouvoir. Elle finit par être renversée par l'aristocratie qui instaure un régime oligarchique restreint. Toutefois, les Basilides, ancienne maison royale, demeure une famille importante dans ce nouveau régime politique. La cité n'est plus gouvernée par un roi, mais par une poignée de grandes familles aristocratiques.
Au début du VIIe siècle av. J.-C., Érythrées rejoint la Confédération ionienne qui rassemble douze cités. Celles-ci sont prises par l'Empire perse en 546 av. J.-C. à qui elles doivent payer un tribut.

## Vestiges
- Hérôon.
- Théâtre du IIIe siècle av. J.-C., réaménagé à l'époque d'Hadrien.
- Remparts.
- Acropole : temple d'Athéna Polias ; panorama.

### Sources antiques
- Strabon, Géographie [détail des éditions] [lire en ligne] (livre XIV, 34).
- Hérodote, livre I, 142 (on parle à Érythrées le même dialecte ionien qu'à Chios).